# August Vomm
August Vomm fue un escultor y profesor de Estonia, nacido el 4 de julio de 1906 y fallecido el primero de mayo de 1976. 

## Obras
Suya es la escultura titulada "El niño con el pescado" en Viljandi.

## Familia
August Vomm con la artista pintora Benita Vomm. Su hijo es el artista Ants Erik Vomm y su hija la pintora Mai Reet Järve-Vomm.